# Robinson Pitalúa
Róbinson Pitalúa Támara (Montería, 3 de septiembre de 1964-Miami, 22 de septiembre de 1985) fue un boxeador colombiano. Las circunstancias que rodearon su muerte en 1985 fueron objeto de investigaciones. De acuerdo con algunas versiones murió ahogado en un lago artificial en Miami tras padecer de espasmos musculares que le impidieron nadar.

## Palmarés amateur
- I Campeonato Zonal Juvenil octubre de 1980. Pereira, COL. Campeón
- VI Campeonato Nacional de Ascenso. Noviembre de 1980. Cartagena, COL
- XI Juegos Deportivos Nacionales. 28-14 de noviembre de 1980. Neiva, COL. Campeón
- Campeonato Zonal. Junio de 1981. Montería, COL. Campeón
- Fiesta de La Chinita. Octubre de 1981. Maracaibo, VEN. Plata
- IX Juegos Bolivarianos. 4-12 de diciembre de 1981. Barquisimeto, VEN. Plata
- III Campeonato Mundial. 4-15 de mayo de 1981. Múnich, ALE. Noveno
- XXXIII Campeonato Nacional de Boxeo. Buenaventura, COL. Oro
- Copa Simón Bolívar. Venezuela. Bronce
- Torneo Intercontinental. Colorado Springs, USA. 1982. Campeón
- II Campeonato Suramericano de Boxeo. 8-15 de julio de 1983. Guayaquil, ECU. Plata
- IX Juegos Deportivos Panamericanos. 14-29 de agosto de 1983. Caracas, VEN. Bronce
- XXXV Campeonato Nacional de Boxeo. 1-8 de mayo de 1984. Pasto, COL. Campeón
- I Torneo Centroamericano. Panamá, PAN. Campeón
- Festival Olímpico. México, MEX. Campeón
- Triangular Boxístico. Sam Juan, PR. Plata
- XXXIII Juegos Olímpicos. Los Ángeles, USA. 28 julio-12 de agosto de 1984. Quinto

El primer combate fue contra Hugh Dyer de Belice. Después se midió ante el pakistaní Barbar Ali Khan, el 5 de agosto de 1984, a quien derrotó cómodamente. Tres días más tarde se midió ante el italiano Maurizio Stecca, quien lo derrotó en un reñido combate.

## Carrera profesional
- 23 de noviembre de 1984. Manuel Mendoza. Montería, Córdoba, Colombia. Ganó por nocaut técnico en el segundo asalto
- 9 de diciembre de 1984. Ricardo Jose Salazar. Planeta Rica, Córdoba, Colombia. Ganó por decisión unánime en 6 asaltos
- 22 de marzo de 1985. Manuel Zalguedo. Lorica, Córdoba, Colombia. Ganó por nocaut en el segundo asalto
- 26 de abril de 1985. Luis Berrio. Montería, Córdoba, Colombia. Ganó por nocaut en el primer asalto
- 23 de agosto de 1985. Mauricio Guadamuz. Miami, FL, USA. Ganó por nocaut en el segundo asalto
- 20 de septiembre de 1985. Julio César González. Miami, FL, USA. Ganó por decisión unánime en seis asaltos